# 梦末
《梦末》（英文：Dream Ending）是中国大陆一款短篇视觉小说，由橘子班制作，2019年7月发行。该游戏讲述的是一段世界末日下的爱情故事。
游戏为#workshop短篇三部曲第二作，前篇《茸雪》于2019年2月发行，续作《昙花》于2020年发行。

## 游戏背景
五年前，科学家们发现太阳将在未来几年里突然爆发并吞没地球，人类实施了“方舟”计划，让少数人类精英登上飞船逃离地球，而“我”没有登船资格，要被留在地球上与其他未上船的人们一起等死。有一天，她突然让“我”对她告白，要“我”和她一起迎接人类的末日……

## 主要登场人物
毕升
本作男主角，玩家主视角角色，被唐乐吟称作“毕姥爷”，在灾难后仍然坚持刷题。
唐乐吟（配音：闲踏梧桐（中國大陸））
本作女主角，毕升的同班同学，末日来临后每天在教室陪着毕升，最后与毕升成为恋人。